# فورو
فورو (بالإسبانية: Salvador González Marco)‏ مواليد 9 أكتوبر 1963 في بلنسية، هو لاعب كرة قدم إسباني دولي سابق كان يلعب كمدافع. اعتزل اللعب عام 1999 مع لوغرونيس. سبق له أن لعب في كأس العالم لكرة القدم مع منتخب بلاده. بدأ مسيرته الرياضية عام 1982 مع فالنسيا ب. لعب خلال مسيرته 406 مباريات سجل خلالها 12 هدفاً.

## روابط خارجية
- فورو على موقع الاتحاد الدولي (مؤرشف)  (الإنجليزية)
- فورو على موقع قاعدة بيانات كرة القدم.إي يو (الإنجليزية)
- فورو على موقع ناشيونال فوتبول تيمز (الإنجليزية)
- فورو على موقع Soccerway.com (الإنجليزية)